# Daniel Alexandersson
Daniel Alexandersson, född 3 december 1978 i Falkenberg, är en svensk före detta fotbollsspelare från Falkenberg. Han är bror till fotbollsspelaren Niclas Alexandersson.
Alexandersson fostrades i Vessigebro BK och har även spelat för Halmstads BK, Viborg FF och Falkenbergs FF innan han anslöt till Elfsborg inför säsongen 2004 och tog plats i Elfsborgs ordinarie startelva. 2005 gjorde han sju allsvenska mål och under säsongen 2006 gjorde han fem allsvenska mål när Elfsborg vann SM-guld. Han gjorde även mål mot Valencia i kvalet till Champions League 2007. Inför säsongen 2008 gick Alexandersson till IFK Göteborg, men skador förstörde mycket av tiden där. I januari 2010 skrev Alexandersson på ett tvåårskontrakt för Falkenbergs FF. Det blev hans tredje sejour i föreningen där han också vann skytteligan för femte gången.  Alexandersson avslutade sedan fotbollskarriären i HÅFF i lägre sammanhang.